# Kindu
Kindu è una città della Repubblica Democratica del Congo, capoluogo della provincia di Maniema.
La città ha una stazione ferroviaria ed è collegata a Lubumbashi con il treno "la Palma d'Oro".
Kindu dispone anche di un porto fluviale che la collega ad Ubundu ed infine vi è un treno per andare a Kisangani.